# Stenocypris malcolmsoni
Stenocypris malcolmsoni är en kräftdjursart som först beskrevs av Brady 1886.  Stenocypris malcolmsoni ingår i släktet Stenocypris och familjen Cyprididae. Inga underarter finns listade i Catalogue of Life.